# Paul Otto Engelhard
Paul Otto Engelhard (* 14. April 1872 in Offenbach am Main; † 18. März 1924 in München) war ein in München tätiger Künstler, Illustrator und Graphiker.

## Leben und Karriere
Kurz vor der Jahrhundertwende zeichnete und malte er für die Meggendorfer Blätter, später mehrmals für die Münchner Jugend.

## Illustrierte Kinderbücher
Er illustrierte zahlreiche Kinderbücher, die heute zum Teil wieder neu gedruckt werden:
- O Weihnachszeit - du selige Zeit
- Ich und mein Teddybär!
- Was bringt der Osterhas
- Ein Besuch im Tiergarten
- Ein Tag aus der Puppen=Kinderstube

## Postkarten

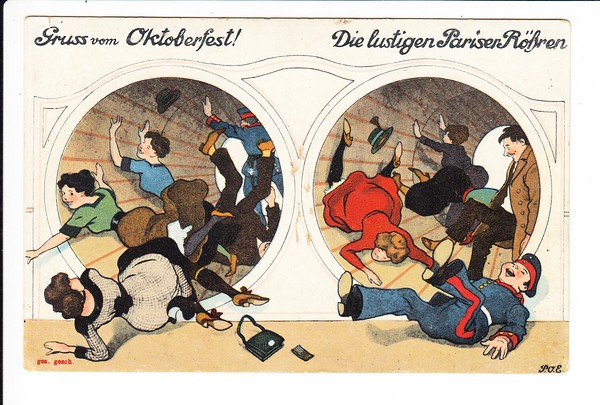
Gruß vom Oktoberfest

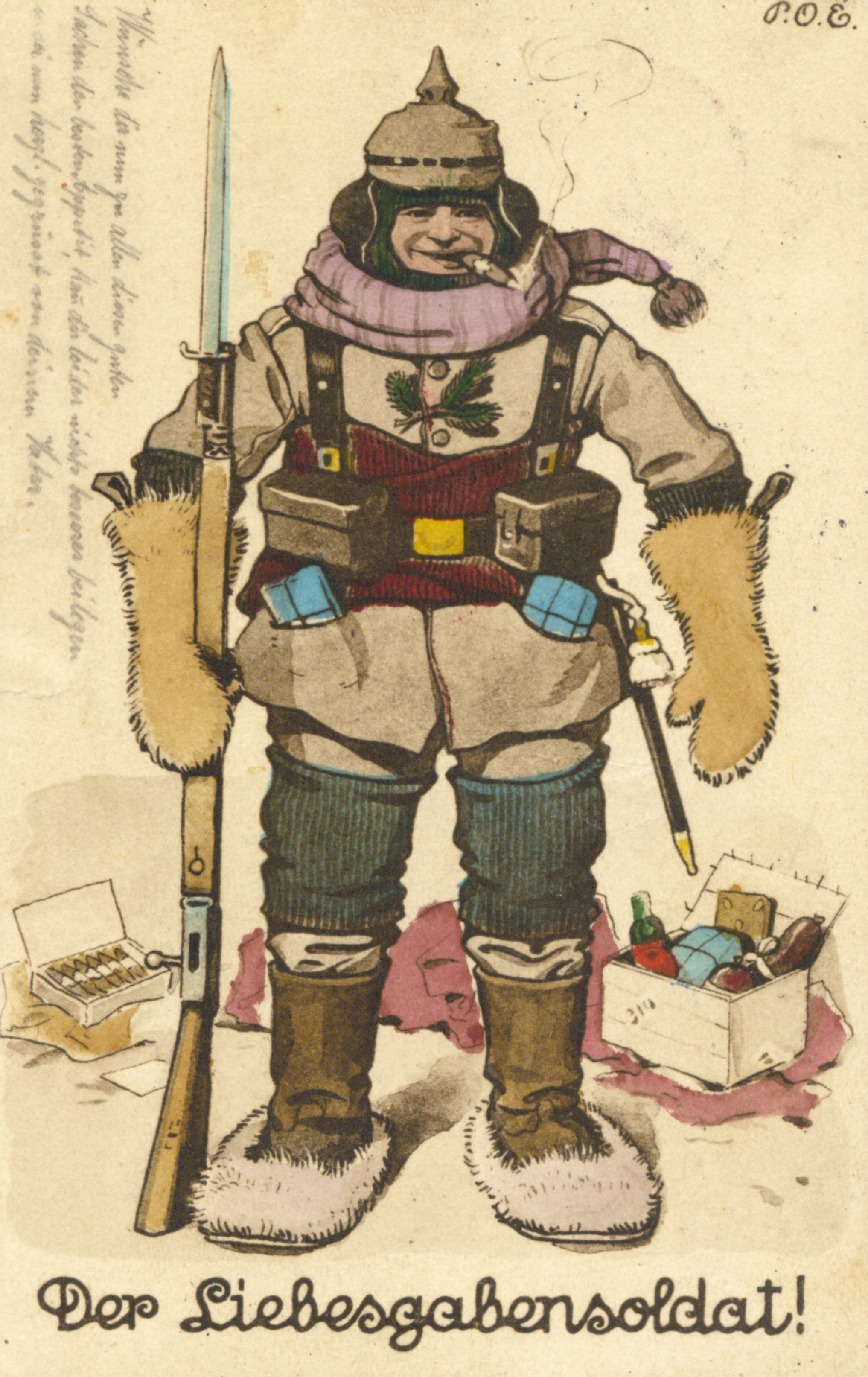
Satirische Postkarte „Der Liebesgabensoldat!“

Er malte unzählige Postkarten mit Münchner Motiven. Viele davon stellen das Münchner Kindl dar. Das Münchner Kindl warb auf seinen Postkarten für den Münchner Tierpark, für den Münchner Ratskeller, für das Hofbräuhaus usw. Dabei schuf er auch einen Jahreszyklus mit dem Münchner Kindl: zu jedem Monat ein Münchner Kindl, das jeweils eine saisontypische Tätigkeit ausführt: Januar beim Skifahren, Februar als Narr verkleidet usw.
Sehr oft waren die Postkarten mit humoristischen Sätzen versehen. Auch der Münchner Dackel war eines seiner Lieblingsmotiven. Legendär ist seine Postkarte mit dem Dackel in bayerische Tracht samt Hut und Lederhose. Dieses humoristische Motiv wird heute noch oft gedruckt.
Dabei signierte er meist P.O.E.
In der Zeit des Ersten Weltkriegs war er als Graphiker für das Kriegsministerium in Berlin tätig. Seine Postkarten verniedlichten den Kriegseinsatz. Darauf sind Kinder in Uniformen zu sehen, Krieg spielend und Fähnlein schwenkend.